# Битка при Чорная
Битката при Чорная (на руски: Сражение на Чёрной речке) е сражение между войски (предимно нередовни) на Руската империя (58 000 души) и противостоящи съюзнически сили на Франция, Сардиния, Османската империя, Великобритания (общо 60 000 души), състояло се в рамките на Кримската война на 4 август 1855 година.

## Ход на битката
Чорная е рекичка в западната част на Крим. Там, на 8 km. югоизточно от Севастопол, руснаците атакуват съюзниците в опит да облекчат защитниците 11 месеца след началото на обсадата на града. Извършена некоординирано, без нужната концентрация на сили, атаката се проваля. Руските войски понасят тежки загуби (общо 8000 д., вкл. 2273 убити) и се оттеглят. Съюзниците понасят загуби от 1700 души, вкл. 1260 убити.
Това е последният опит за деблокиране на Севастопол. Градът е превзет от французите и британците в края на август същата година.
Руският граф и писател Лев Толстой също участва в битката. Под впечатление от преживяното написва сатирическото стихотворение „Песня про сражение на реке Черной 4 августа 1855 г.“, което бързо добива популярност в руските войски.